# Jérôme-Étienne-Marie Richardot
Pour les articles homonymes, voir Richardot.
Jérôme-Étienne-Marie de Richardot, né à Toulouse, baptisé en la paroisse Saint-Étienne le 29 juin 1751 et mort le 28 mars 1794 (mort emprisonné à la Conciergerie), est un général de brigade de la Révolution française.

## Biographie
Marquis de Morey, il est le fils de Christophe-François-Louis de Richardot, marquis de Morey, vicomte de Gray, capitaine au régiment de la Marine, issu d'une ancienne famille de l'aristocratie franc-comtoise et de Marthe de Boussac, fille d'un président du parlement de Toulouse.
D'abord officier au régiment de Ségur puis aux Mousquetaires gris de la Garde, chevalier de Saint-Louis, il devient le 7 avril 1793 général de brigade à l'armée du Nord et se trouve compromis dans la conspiration de Pichegru. Arrêté sur la frontière, il est amené à Paris, incarcéré à la Conciergerie puis traduit devant le Tribunal révolutionnaire où Fouquier-Tinville débute ses interrogatoires. Son procès était en cours lorsqu'il est trouvé mort dans sa cellule de la Conciergerie le 8 germinal an II (28 mars 1794). Les documents relatifs à l'instruction de son procès se trouvent aux Archives nationales. 
Le général de Richardot a épousé à Paris (paroisse Saint-Séverin) en 1790, Thérèse-Vincentine Cheynet de Saint-Amans, fille d'un officier du régiment de Cambrésis devenu par la suite lieutenant-colonel au premier régiment de cavalerie noble à l'armée de Condé. Du mariage du général de Richardot avec Thérèse Cheynet de Saint-Amans nait une fille unique, Victoire de Richardot, laquelle occupe une modeste place de lingère au château des Tuileries sous la Restauration. Sa mère et elle habitent en la rue du Doyenné, voisine du Carrousel du Louvre, d'où Madame de Richardot, chaque année, écrit au ministre de la Guerre afin de voir renouveler la pension non viagère qui lui est servie presque par charité, en sa qualité de veuve d'un général mort sous la Révolution. 
En 1846, Balzac décrit en un puissant passage la rue du Doyenné, dont il fait la résidence de la « cousine Bette » et qu'habite à son époque la générale de Richardot, née Cheynet de Saint-Amans :

« Depuis le guichet qui mène au pont du Carrousel, jusqu'à la rue du Musée, tout homme venu, ne fût-ce que pour quelques jours, à Paris, remarque une dizaine de maisons à façades ruinées, où les propriétaires découragés ne font aucune réparation, et qui sont le résidu d'un ancien quartier en démolition depuis le jour où Napoléon résolut de terminer le Louvre. La rue et l'impasse du Doyenné, voilà les seules voies intérieures de ce pâté sombre et désert où les habitants sont probablement des fantômes, car on n'y voit jamais personne. Le pavé, beaucoup plus bas que celui de la chaussée de la rue du Musée, se trouve au milieu de celle de la rue Froid-manteau. Enterrées déjà par l'exhaussement de la place, ces maisons sont enveloppées de l'ombre éternelle que projettent les hautes galeries du Louvre, noircies de ce côté par le souffle du Nord. Les ténèbres, le silence, l'air glacial, la profondeur caverneuse du sol concourent à faire de ces maisons des espèces de cryptes, des tombeaux vivants. Lorsqu'on passe en cabriolet le long de ce demi-quartier mort, et que le regard s'engage dans la ruelle du Doyenné, l'âme a froid, l'on se demande qui peut demeurer là, ce qui doit s'y passer le soir, à l'heure où cette ruelle se change en coupe-gorge, et où les vices de Paris, enveloppés du manteau de la nuit, se donnent pleine carrière. »

— Honoré de Balzac, La Cousine Bette

## États de service
- 25 janvier 1792 : capitaine
- 29 juin 1792 : lieutenant-colonel au 5e régiment de chasseurs à cheval.
- 26 janvier 1793 : Colonel du 9e régiment de chasseurs à Cheval.
- 7 avril 1793 : général de brigade